# Lipovec pri Kostelu
Lipovec pri Kostelu este o localitate din comuna Kostel, Slovenia.